# Estructura de la comunicación en el mundo árabe
Los medios de comunicación tienen actualmente una importancia extraordinaria en todos los países del mundo, en su doble papel como espejos de una realidad histórica, y como creadores de opinión.
En la región árabe las transformaciones políticas y sociales habidas desde el proceso de descolonización han originado también una serie de procesos en los medios, procesos que han dado como resultado sus actuales características y sus actuales problemas y limitaciones. En este contexto, las nuevas tecnologías de la comunicación y las autopistas de la información han alterado las tradicionales nociones de estrategia en las relaciones interregionales e internacionales.

## El contexto político y socioeconómico del espacio mediático árabe
Se llama Mundo Árabe al conjunto de los países en los que los hablantes de lengua árabe son mayoría. Arabia Saudita, Argelia, Baréin, Egipto, Emiratos Árabes Unidos, Irak, Jordania, Kuwait, Líbano, Marruecos, Sáhara Occidental, Mauritania, Omán, Catar, Siria, Sudán, Túnez, Yemen, Somalia, Yibuti y las islas Comores, son los países que se consideran integrantes de la Liga Árabe, junto con la Autoridad Nacional Palestina.
El concepto de mundo árabe o nación árabe es relativamente moderno y está ligado a los nacionalismos europeos que vinculan el idioma con la estructura política. El nacionalismo árabe es la ideología que pretende establecer la unión de todos los países árabes en una sola entidad política. A él se debe el concepto de nación árabe. El mundo árabe es designado a menudo en lengua árabe con la expresión “del Golfo al Océano”, aludiendo a dos de los grandes accidentes geográficos que lo delimitan: el Golfo Pérsico al Este y el Océano Atlántico al Oeste.
El movimiento nacionalista se manifestó de dos maneras:
- Por un lado, de lo que se ha dado a llamar Panarabismo que tiene sus raíces en el resurgimiento intelectual del siglo XIX cuyo objetivo era el de conseguir la unión de los pueblos árabes.

- Por otro lado, y estrechamente ligado a él, el movimiento nacionalista e independentista árabe, generado al calor de las luchas anticoloniales. Fueron estos intereses colonialistas fundamentalmente europeos los que, entre la Primera y la Segunda Guerra Mundial, condicionaron la formación de un sector nacionalista conservador – y oligárquico, regido por grandes y poderosas familias, que se ligaron a occidente a medida que podían conseguir su propia estabilidad política, como reacción, se desarrolló otro, más progresista que fue propagando su influencia en el futuro.

La relación dialéctica entre media y trasformaciones políticas es evidente. Los medios pueden sensibilizar a la sociedad para facilitar la transformación política, pero, el éxito de cualquier transición política depende en gran medida del papel de los medios de comunicación y de información.
Entre las características propias de los sistemas de comunicación árabes destacan la subordinación de los media al Estado, el predominio del carácter político de la información y la insuficiente formación técnica y profesional. Sin embargo, en algunos países comienza una gradual introducción de mecanismos democráticos que limitan la excesiva influencia del poder político sobre los medios de expresión permitiendo con ellos unos márgenes más aceptables en el ejercicio del periodismo.

## El capital social de los medios de comunicación árabes: las fuentes de financiación y los filtros implícitos
La estructura del capital social en el mundo árabe resulta bastante compleja, puesto que esta zona está gobernada en su práctica totalidad por regímenes muy autoritarios, bastante reacios a la democratización y por tanto también a la liberalización e independencia informativa. Aunque la propiedad de los medios es distinta en cada país, podemos identificar unos rasgos comunes, de este modo se puedemos considerar dos grupos principales: aquellos países con un control total de la propiedad de los medios por parte del Estado, y aquellos que permiten la existencia de medios independientes y de propiedad privada o mixta. En ambos casos, la propiedad de los medios audiovisuales ha sido casi exclusivamente estatal durante las últimas décadas; sin embargo, en la década de los noventa y en los primeros años del siglo XXI han surgido nuevos canales, que generalmente no solo se han consolidado como independientes sino también como medios que traspasan las barreras regionales, nacionales e internacionales, y sin duda el paradigma de este modelo es Al-Jazzera. Sin embargo, incluso estas cadenas privadas están muy a menudo ligadas al poder político, a grupos religiosos, y a etnias, sin conseguir una independencia completa.
Es evidente que propiedad y financiación son dos variables básicas en los medios de comunicación, y de esta consideración podemos distinguir dos modelos de medios de comunicación en la región árabe: público y privado.
- Respecto al modelo de propiedad pública, sometido al poder del Estado y administrado por funcionarios del Ministerio de Información, ejerce pleno control sobre los audiovisuales. Sus principales fuentes de financiación son los presupuestos públicos, ventas y anuncios. La mayoría de los países árabes siguen este modelo. Mediante esta dinámica, el Estado tiene la potestad de llegar al ciudadano para explicarle sus posturas, sus objetivos y transmitir su tendencia política a la opinión pública. Además, el sistema público dedica un sector de su prensa y de sus programas audiovisuales para el extranjero en diferentes lenguas con el fin de transmitir su cultura y su imagen al exterior. Como todo propietario de medios de comunicación, este impone una serie de filtros, que en una situación de dependencia financiera del Estado resultan ser filtros manipuladores e imposiciones; así pues, los principales inconvenientes son la plena dependencia del Estado, la falta de objetividad informativa y la programación dirigida.

- Respecto al modelo de propiedad privada, administrado por organismos privados sometidos a particulares, asociaciones o empresas, tiene como principales fuentes de financiación los anuncios comerciales y las ventas. Este sistema depende del capital privado y está sometido al poder de los monopolios. El fenómeno de los monopolios de las grandes empresas de muchos medios de comunicación escritos y audiovisuales, la centralización de la propiedad en manos de una única persona o de un grupo económico fuerte, es uno de los inconvenientes que sufre este sistema en muchos países. Ello se debe a que el poder sobre los medios de comunicación pasa del poder del Estado al poder de una persona o de un grupo económico, que generalmente impone sus filtros en la programación mediática a través de la centralización del poder informativo, que emplea para desempeñar cierto papel político en la mayoría de los casos.

Por último, cabe destacar que la aparición de nuevos canales de televisión por satélite, que nacen de la voluntad de particulares, son el fenómeno que, iniciado en los años noventa, están revolucionando la estructura de la comunicación en el mundo árabe: están aproximando la libertad de expresión y la independencia editorial dentro de un contexto poco predispuesto a la democratización de la región, por lo que este aspecto nos resulta extraordinariamente importante, porque está naciendo una nueva estructura de la comunicación árabe, y se está configurando hoy en día en los ideales democráticos. Y en este ámbito tendremos que hablar de la cadena por satélite Al-Jazira: auténtico motor de la revolución.

### Argelia
En Argelia la televisión y la radio, están controladas por el estado. Las leyes de este país, prohíben que haya cadenas de televisión y radio privadas y el gobierno mantiene un control permanente sobre todos los noticiarios para limitar la cobertura de la violencia en el país.
En cuanto a la prensa, hay periódicos del estado y también hay periódicos de propiedad privada (donde determinados cuerpos han acusado al gobierno de usar las leyes para controlar los periódicos privados). Legalmente no hay una censura establecida, pero las leyes estipulan que pueden pagarse con penas de cárcel los insultos contra el presidente o jueces por parte de los medios.
Televisión
-Entreprise Nationale de Télévision (ENTV). Esta cadena es de propiedad estatal. Recientemente ha llevado a cabo medidas reformadoras para “abrir nuevos horizontes”. El gobierno, como ya hemos visto antes tiene un control para la limitación de cobertura de la violencia en el país en los noticiarios de la cadena.
Prensa escrita
-El Khabar. Este periódico, es el principal título de la prensa privada en Argelia, destinado a un público de lengua árabe. Los propietarios son 18 periodistas (en su origen 26) que se preocupan principalmente por preservar su libertad de tono y la de expresión. Este periódico también dispone de una versión digital.
-El Moudjahid. Este es propiedad del Estado. Es diario y se realiza en francés.
Radio
-Radio Algerienne. Es la principal cadena y es propiedad del Estado. También son partícipes de ella algunas estaciones locales, cadenas bereberes y francesas.

### Egipto
Los medios egipcios son unos de los más influyentes del mundo árabe. A pesar de que las críticas a las actuaciones del gobierno por parte de los medios se hace presente, hay leyes que pueden hacer pagar con penas de prisión determinadas críticas (o insultos) al presidente, instituciones del Estado etc.
Actualmente hay dos canales de televisión dirigidos por el gobierno a nivel nacional y seis regionales y también encontramos que hay cuatro cadenas privadas. Por lo que respecta a la radio, el monopolio por parte del Estado se quebró con la llegada de las estaciones privadas (principalmente de música) en 2003.
Televisión
-Egypt Radio Television Union (ERTU). Este medio, es un monopolio estatal dentro del cual encontramos la cadena Nile TV (fundada por Hassan Hamid). Esta, es una cadena que emite por satélite, haciéndolo desde El Cairo y es responsabilidad del Ministerio de Información y Medios de comunicación. Fundada en 1993 es la única cadena egipcia que emite en árabe, hebreo, inglés y francés.
-Al-Mehwar. Los propietarios de esta cadena son un grupo de empresarios.Fue formada a finales de 2001
-Dream Tv. Fue creada en noviembre de 2001 y consta de Dream 1 y Dream 2. La primera va dirigida a un público más joven y la segunda es más de contenido general (entretenimiento, cultura etc.). El propietario es el magnate egipcio Ahmed Bahgat (fundador de “Bahgat Group”, empresa dedicada a la electrónica, desarrollo inmobiliario o muebles entre otros aspectos).
Prensa escrita
-Al-Ahram. Este diario, es propiedad del Estado y es el periódico más antiguo del mundo árabe.También tiene la edición semanal en inglés.
-Al-Wafd. Pertenece al partido “Al-Wafd”, partido de la oposición (de derechas).
Radio
-Egypt Radio Television Union (ERTU). Esta emisora, de propiedad estatal (como ya hemos visto), maneja además ocho redes nacionales y los servicios externos de la Radio del Cairo y La voz de los árabes.
También encontramos otras emisoras de propiedad privada como Nile Fm ( de música pop occidental) o Nogoum FM (de música pop árabe).

### Israel
La Autoridad de Difusión de Israel (IBA), instalada en las líneas de la B.B.C., maneja la radio pública y servicios de TV y es financiada principalmente por impuestos de licencia sobre televisores.
La mayoría de los periódicos israelíes son privados y muchos tienen versión digital.
Televisión
-Israel Broadcasting Authority. Fue creada en 2002 por el gobierno israelí. Es una televisión por satélite de lengua árabe que tiene una programación básicamente centrada en las noticias o temas relacionados con estas, a pesar de que también posee otro tipo de programas.
Otras cadenas, son por ejemplo Channel 2 o Channel 10, que son nacionales y básicamente con una programación comercial.
Prensa escrita
-Yediot Aharonot. Fue creado en 1939 por Gershom Komarov y poco después pasó a pertenecer a una familia, los Moses (director y redactor jefe del periódico son miembros de esta).Tiene éxito al unir fotos en color y buenas investigaciones, actualidad muy local y un tono popular
-Haaretz. Fue creado en 1919 (por un empresario ruso) y es el periódico de referencia de los políticos e intelectuales israelíes. Es propiedad de la familia Schocken, que lo adquirió en 1935 y desde 1996 tiene una versión digital. Hay que destacar que la mayoría de sus lectores están suscritos.
Radio
-Galei Zahal. Es la radio de las Fuerzas de Defensa israelíes. El director es Moshe Shlensky y ofrece música y noticias hacia la mayoría de civiles.

### Palestina
La televisión es la fuente clave para noticias e información en las áreas palestinas.La difusión oficial es controlada por la Corporación de Difusión Palestina (PBC) que maneja la radio La Voz de la Palestina y Palestina TV y está bajo el control del presidente de la Autoridad Palestina, Mahmoud Abbas y que ha sido acusada por el Gobierno Palestino encabezado por Hamás de favorecer a Fatah. Estas medidas aparecieron bajo la jurisdicción del presidente palestino a principios de 2006. Aparte, hay muchas cadenas de radio y televisión privadas.
Televisión
-Televisión Palestina. Esta cadena (canal satélite palestino) está manejado por la Corporación de Difusión Palestina, bajo la autoridad del Ministerio de Información de la Autoridad Palestina Nacional. La dificultad financiera con la que se encuentra ha hecho que viera limitadas sus noticias y tuviera que usar fuentes de otras cadenas.
-Al-Mahd TV. Es una de las diferentes cadenas privadas. Su propietario es Samir Qumsiyeh y está ubicada en Beit Sahur.
Prensa escrita
-Al Ayyam. Es diario y fue fundado en 1995 en Ramallah (Cisjordania) por un antiguo consejero de Arafat.Es de propiedad privada, y se presente como “independiente y favorable al proceso de paz”.
-Al Hayat al-Jadida. Este periódico, pertenece a la Autoridad Palestina y fue creado en 1995 tras los acuerdos de paz árabe-israelíes. Al igual que otros medios de la Autoridad Palestina evita criticar las acciones gubernamentales.
Radio
-La voz de Palestina. Está controlada por la Corporación de Difusión Palestina (PBC), es decir, forma parte de la Autoridad Nacional Palestina (ya hablado anteriormente).

### Jordania
Los medios de comunicación en Jordania han sido en su mayoría habitualmente controlados por el Estado.
En 2003, el gobierno canceló la ley que hacía pagar con la cárcel por el daño de la reputación del rey o la incitación a huelgas. Recientemente han aparecido algunas emisoras de radio (sobre todo de música) de propiedad privada.
Televisión
-Radio-televisión jordana. Está dirigida por Abdul-Halim Arabiat y es de propiedad estatal(es la cadena nacional). Es una cadena de servicio público, financiada en parte por el precio pagado por la licencia y también por el crédito comercial.
Prensa escrita
-Jordan Times. Fue fundado en 1975 y es en inglés. Es editado por la Fundación de la prensa jordana, que publica también Al Ra'i, uno de los principales periódicos en lengua árabe de Jordania.
Radio
-Radio-televisión jordana. Es propiedad del Estado(ya tratado en televisión) y ofrece servicios en árabe, inglés y francés.
-Radio Fann. Emisora de entretenimiento general, controlada por las Fuerzas Armadas.

### Marruecos
La libertad en Marruecos es relativamente mayor. Las opiniones, están más liberalizadas pero no ilimitadas.El gobierno posee todas las cadenas de televisión.
Televisión
-2M-TV. Es la segunda estación marroquí de televisión.Comenzó sus operaciones el 4 de marzo de 1989 como un canal de cable particular, con unas horas de difusión diaria pública. 2M fue la única estación privada en el país hasta 1996, cuando , afrontando la bancarrota, SOREAD, el accionista principal de la estación, vendió el 68 % de sus acciones al gobierno marroquí. El gobierno entonces asumió la dirección de la cadena. Actualmente el gobierno marroquí planea la futura re-privatización de la cadena.
Prensa escrita
-Le Matin du Sahara et du Maghreb. Este periódico diario, es bilingüe (marroquíy francés) y oficial.
-Libération. Es diario y es Órgano de la Unión Socialista de Fuerzas Populares (USFP), siendo así la voz de la oposición socialista. Su director es Mohamed el Gahs.
-Al-Bayane. Órgano del Partido del progreso y del socialismo (denominación oficial del PC marroquí) fundado en 1971.
Radio
-Radio-Television Marocaine (RTM). Pertenece al Estado y ofrece servicios regionales y a nivel nacional.
-Medi 1. Es de propiedad privada; de intereses marroquíes y franceses (ofrece por tanto programación en francés y árabe).

### Irak
Tras la caída del régimen de Saddam Hussein en 2003 ha habido una gran transformación en la escena de los medios iraquíes. Se ha dado, por tanto, una ampliación de las televisiones y emisoras de radio, junto con la prensa.
Televisión
-Al Iraqiyah. Es una cadena(pública) financiada por EE. UU 	que empezó sus emisiones en mayo de 2003. En 2004, el Departamento de Defensa de EE. UU, concedió a Harris Corporation un contrato de un año para manejar la Red de medios de Comunicación iraquí (incluyendo a esta cadena) y para abastecerla de la infraestructura necesaria para su extensión. Desde entonces Harris ha trabajado conjuntamente con la LBC (Lebanese Broadcasting Corporation) para lograr mejoras y avances.
Prensa escrita
-Al-Sabah. Periódico que pertenece a la Red de Medios de Comunicación iraquí.
-Al-Irak Al-Yaum. Las fuerzas americanas dirigen la publicación de esta revista Publicado en árabe e inglés y distribuido gratuitamente, el periódico promueve los puntos de vista de la dirección militar americana.
Radio
-Republic of Iraq Radio. Es una emisora nacional y pública, financiada por el estado.
-Dar al-Salam radio. Emisora del partido islamista iraquí, emite desde Bagdad.

### Arabia Saudí
Arabia Saudí ha tenido uno de los ambientes de medios de comunicación más controlados del mundo árabe. Toda la difusión legal, depende del Servicio de Difusión planificado del Reino de Arabia Saudí (BSKSA). Éste maneja cuatro canales de TV, incluyendo el canal de noticias Al-Ikhbariya. El ministro de Cultura e Información dirige el cuerpo que supervisa las operaciones de TV y la radio (ambos medios no pueden funcionar de forma privada en Arabia Saudí). En cuanto a los periódicos, son creados según decreto real.
Televisión
-Saudí TV. Como ya hemos comentado, está controlada por el gobierno y encontramos que hay cuatro canales donde destacamos el de noticias (AL-Ikhbariya),el cual depende del Ministerio de Cultura e Información y se dedica a dar noticias nacionales e internacionales. Otros canal (también regido por el Ministerio) es el de deportes.
Prensa escrita
La prensa es en su mayoría hecha por decreto real; encontramos que hay diez diarios y decenas de magazines. Los periódicos siguen las ideas del Estado y de su agencia de noticias.Algunos de los periódicos que podemos nombrar son: Al-Watan, Al-Riyadh y Arab News (en inglés).
Radio
-Saudí Radio.También pertenece al Estado y está regida por los mismos mecanismos que la televisión Saudí.

### Sudán
La situación de la libertad de los medios de comunicación en este país también está muy restringida.
En Sudán no existe ninguna televisión privada aparte de una por cable que es medio privada y del Estado. Además, la censura elimina programación o determinadas noticias que van contra los intereses del gobierno.
En radio sí encontramos algunas iniciativas privadas y también radios clandestinas.
Por lo que respecta a la prensa escrita, posee un mayor grado de libertad, a pesar de que el gobierno intenta controlar siempre todas las publicaciones que se realiza.
Televisión
-Sudan TV. Cadena de propiedad del Estado. La organización Sudan National Broadcasting Corporation supervisa toda la programación de la cadena.
Prensa escrita
-Al-Anba. Periódico de propiedad estatal.
Radio
-Sudan National Radio Corporation. Pertenece al Estado, con noticias en árabe, inglés y otras lenguas.

### Siria
El gobierno y el partido Baath poseen el control de la mayor parte de los medios de comunicación sirios. La crítica al presidente y su familia está prohibida en los medios y en estaciones de radio no se permiten las retransmisiones de noticias o contenidos políticos.
Televisión
-Syrian TV .Pertenece al Estado y es manejada más concretamente por el Ministerio Sirio de Información.
Prensa escrita
-Al-Thawra. Es propiedad del gobierno sirioy se edita diariamente.
-Al-Baath. Es propiedad del partido político Baath.
Radio
-Syrian Arab Republic Radio. Es propiedad del Estado sirio.
-Al-Madina FM. Primera emisora privada de Siria. Fue lanzada en marzo de 2005

### Irán
La lucha por la influencia y el poder en este país, se juega gran parte en los medios de comunicación. Hay bastantes restricciones en todos los medios de comunicación aunque parece haber un poco más de relativa libertad en la prensa que en la radio y la televisión.
El medio más usado por los iraníes es la televisión (más de un 80% son usuarios habituales).
Televisión
-Islamic Republic of Iran Broadcasting (IRIB). Es una de las mayores corporaciones audiovisuales de la zona Asia-Pacífico, propiedad del estado iraní y con sede en Teherán, que posee ocho cadenas de televisión nacionales; cuatro canales internacionales de noticias; treinta canales provinciales; doce canales de radio; canales satelitales en inglés, árabe y español, etc. Esta cadena emite las noticias en inglés y en persa. Los programas son en su mayoría iraníes.
-Al-Alam. Este canal (satélite también) es propiedad de IRIB y empezó a emitir poco después de la guerra de Irak. Poco a poco ha ido mejorando la calidad de sus programas, noticias etc., para llegar a ser una gran competidora de cadenas como Al-Jazeera.
Prensa escrita
-Teheran Times. Es una publicación, regida por el Ministerio de Exteriores iraní. Se publica a diario y en inglés.
-Bahar. Es la voz de los reformistas en Irán. Está dirigido por Said Pourazizi, exdirector de la oficina de prensa presidencial, el cual contrató a periodistas de periódicos como Salam.
Radio
-IRIB. Es propiedad del Estado como ya hemos visto anteriormente en el caso de la televisión (posee más emisoras de radio a su vez).

### Emiratos Árabes Unidos
A pesar de ser uno de los países más  liberales y de haber mayor libertad, realmente hay un control de las opiniones, informaciones etc., que se dan sobre todo en los medios.
Televisión
-Abu Dhabi TV. Esta cadena, está manejada por el grupo de medios de comunicación más grande de los Emiratos Árabes Unidos, Emirates Media Inc (EMI). Esta corporación es la más grande y diversificada del mundo árabe y en este caso, tiene independencia editorial y administrativa pero depende económicamente en parte del Ministerio de Información y Cultura de este país.
Al-Arabiya. Es un canal de noticias lanzado en el año 2003 por un grupo de inversores árabes donde encontramos al grupo Hairi del Líbano o a MBC ( propiedad de Sheikh Walid al-Ibrahim, cuñado del Ray Fahd de Arabia Saudí). Este canal fue creado para competir con Al-Jazeera.
Prensa escrita
-Al-Bayan. Diario de las autoridades de Dubái, publicado en árabe.
Radio
-Radio Capital. Abu Dhabi. Dependiente del Ministerio de Información y Cultura. Tiene programas de noticias y música, en inglés.

### Catar
Este país es especialmente conocido en el ámbito de los medios de comunicación especialmente tras la aparición de Al-Jazeera. Las opiniones en esta cadena son libres de ejercerse (normalmente) aunque procuran no hacer críticas al propio país ni a países “amigos” en lo referente al tema petrolífero.
Televisión
-Al-Jazeera. Es la cadena de televisión por satélite que se ha con vertido en el productor audiovisual y de información más importante y decisivo en el espacio mediático árabe, en los países de Magreb y Oriente Próximo, pero también se ha erigido como un medio de primer orden en el resto del mundo llamado occidental, sobre todo a partir de los atentados del 11 de septiembre de 2001. Gracias a 35 millones de telespectadores en Oriente Medio, y 15 millones en Europa y América, Al-Jazira se impuesto como un nuevo actor en el panorama mediático.
-Qatar TV. Es propiedad del estado y maneja los servicios del Canal Corán, Canal Inglés...
Prensa escrita
-Al-Watan. La propiedad de este diario pertenece a Hamad bin Sahim, un miembro de la familia real.
Radio
-Qatar Broadcasting Service (QBS). Pertenece al Estado y programa en árabe, inglés, francés y urdu.